# Isotoma blufusata
Isotoma blufusata är en urinsektsart som beskrevs av Fjellberg 1978. Isotoma blufusata ingår i släktet Isotoma och familjen Isotomidae. Inga underarter finns listade i Catalogue of Life.